# Chorus (jazz)
Chorus – jednostka formalna w jazzie. Improwizowany utwór jazzowy składający się z tematu i kolejnych chorusów 12 lub 32 taktowych. Po przedstawieniu tematu melodycznego, opartego na określonych schemacie harmonicznym (układzie akordów), solista improwizuje w obrębie kolejnych chorusów, opartych na tym samym przebiegu harmonicznym i tej samej liczbie taktów, co i temat.